# Успенский сельский округ (Северо-Казахстанская область)
Успенский сельский округ (каз. Успенка ауылдық округі) — административная единица в составе района Магжана Жумабаева Северо-Казахстанской области Казахстана. Административный центр — село Успенка. Аким Успенского сельского округа — Абаев Галымжан.
Население — 957 человек (2009, 1478 в 1999, 2254 в 1989).

## Образование
В систему образования округа входят 2 общеобразовательные школы: средняя в селе Успенка, неполная средняя в селе Сулышок. В школах открыты мини-центры для детей дошкольного возраста.

## Здравоохранение
На территории сельского округа функционируют 3 медицинских пункта. С целью оказания специализированной помощи сельскому населению организован выезд врачей из районной больницы в сельский округ. Имеется свой автотранспорт.

## Культура
На территории сельского округа работают информационная пропагандистская группа, Совет ветеранов, женсовет. Работают 2 библиотеки в селах Успенка, Сулышок.

## Экономика
В округе зарегистрировано 30 сельхозформирований различных форм собственности, из них 10 товариществ с ограниченной ответственностью, 12 крестьянских и 8 фермерских хозяйств. Водоснабжение населенных пунктов округа осуществляется из магистрального водопровода. В сельском округе функционируют 3 предприятия торговли: 1 магазин, 2 киоска, которые обеспечивают население сельского округа товарами повседневного спроса. Функционирует отделение почтовой связи.

## Состав
21 июня 2019 года из состава сельского округа было исключено село Рощино площадью 5,94 км² и передано в состав Авангардского сельского округа.
В состав округа входят такие населенные пункты:
| Населенный пункт             | Население, человек (1989) | Население, человек (1999) | Население, человек (2009) |
| ---------------------------- | ------------------------- | ------------------------- | ------------------------- |
| Косколь, село                | 188                       | 122                       | 78                        |
| Сулышок, село                | 249                       | 256                       | 162                       |
| Уваковское, село             | 331                       | 269                       | 114                       |
| Успенка, село                | 1455                      | 831                       | 603                       |
| Успенка, станционный поселок | 31                        | -                         | -                         |